# ایروندرو
ایروندرو (به لاتین: Irondro) یک منطقهٔ مسکونی در ماداگاسکار است که در واتووانی واقع شده‌است. ایروندرو ۲۹٫۱ کیلومتر مربع مساحت دارد.